# Eleição municipal de Manaus em 2024
A eleição municipal de Manaus em 2024 ocorreu nos dias 6 e 27 de outubro, como parte do pleito realizado em 5.569 municípios brasileiros, com o objetivo de eleger o prefeito, o vice-prefeito e 41 vereadores para a administração da cidade. No primeiro turno da disputa para o Executivo Municipal, o então prefeito David Almeida (Avante) alcançou a primeira posição com 32,16% dos votos, seguido pelo deputado federal Alberto Neto (PL), que obteve 24,94%. Como nenhum dos candidatos à Prefeitura atingiu a maioria absoluta dos votos válidos, foi necessário realizar um segundo turno em 27 de outubro, no qual David Almeida foi reeleito prefeito de Manaus, com 54,59% dos votos, enquanto Alberto Neto ficou em segundo lugar com 45,41% dos votos. De acordo com a Constituição, David Almeida foi reconduzido ao cargo para mais um mandato de quatro anos, a ser iniciado em 1.º de janeiro de 2025.
Na eleição para a Câmara Municipal de Manaus (CMM), dos 41 vereadores em exercício, 28 foram reeleitos, enquanto apenas 13 foram eleitos para ocupar uma vaga pela primeira vez, resultando em uma renovação de aproximadamente 32% da Casa. Com uma votação expressiva de 22.594 votos, o candidato Sargento Salazar, do Partido Liberal (PL), destacou-se como o mais votado no pleito de 2024.

## Candidatos à Prefeitura de Manaus

### Primeiro turno
| Candidato a prefeito                                             | Candidato a prefeito                                             | Candidato a prefeito                                             | Candidato(a) a vice-prefeito(a)                                  | Nº                                                               | Coligação/Federação                                                                                         | Tempo de horário eleitoral |
| ---------------------------------------------------------------- | ---------------------------------------------------------------- | ---------------------------------------------------------------- | ---------------------------------------------------------------- | ---------------------------------------------------------------- | --- | -------------------------- |
|                                                                  |                                                                  | Amom Mandel Cidadania                                            | Nancy Segadilha Cidadania                                        | 23                                                               | Liberta Manaus Federação PSDB Cidadania e PRTB.                                                             | 0:31                       |
|                                                                  |                                                                  | Capitão Alberto Neto PL                                          | Professora Maria do Carmo Novo                                   | 22                                                               | Ordem e Progresso PL e Novo.                                                                                | 1:56                       |
|                                                                  |                                                                  | David Almeida Avante                                             | Renato Júnior Avante                                             | 70                                                               | Avante, Manaus Avante, Agir, MDB, PSD e DC.                                                                 | 1:50                       |
|                                                                  |                                                                  | Gilberto Vasconcelos PSTU                                        | Damiana Amorim PSTU                                              | 16                                                               | Sem coligação PSTU.                                                                                         | Não possui                 |
|                                                                  |                                                                  | Marcelo Ramos PT                                                 | Luiz Castro PDT                                                  | 13                                                               | Manaus Mais Forte Federação Brasil da Esperança (PT, PV e PCdoB), PDT, Federação PSOL REDE e Solidariedade. | 2:18                       |
|                                                                  |                                                                  | Roberto Cidade União                                             | Coronel Menezes PP                                               | 44                                                               | Manaus Merece Mais União, PP, PODE, PMB, PSB, PRD e Republicanos.                                           | 3:25                       |
|                                                                  |                                                                  | Wilker Barreto Mobiliza                                          | Professora Renata Mobiliza                                       | 33                                                               | Sem coligação Mobiliza.                                                                                     | Não possui                 |
| Apresentação em ordem alfabética de acordo com o nome eleitoral. | Apresentação em ordem alfabética de acordo com o nome eleitoral. | Apresentação em ordem alfabética de acordo com o nome eleitoral. | Apresentação em ordem alfabética de acordo com o nome eleitoral. | Apresentação em ordem alfabética de acordo com o nome eleitoral. | Apresentação em ordem alfabética de acordo com o nome eleitoral.                                            | Sobras: 0:00               |

#### Pré-candidatos
- Natália Demes (PSOL), Marcelo Amil (PSOL) e Thomaz Barbosa (PSOL): Os candidatos estavam em uma disputa interna acirrada para definir quem seria o candidato oficial do partido nas eleições de 2024. Apesar de Natália Demes ter vencido a eleição interna, o PSOL, em conjunto com a Rede Sustentabilidade (REDE), optou por apoiar a candidatura do ex-Deputado Federal Marcelo Ramos, do Partido dos Trabalhadores (PT).[16][17][18][19]

- Maria do Carmo Seffair (NOVO): Inicialmente, Maria do Carmo era pré-candidata ao cargo de prefeita de Manaus. No entanto, foi escolhida para compor a chapa como vice-prefeita ao lado de Capitão Alberto Neto, do Partido Liberal (PL).[20]

- Anne Moura (PT) e Eron Bezerra (PCdoB): A Secretária Nacional de Mulheres do Partido dos Trabalhadores (PT) teve sua pré-candidatura retirada após o diretório optar por lançar Marcelo Ramos ao Executivo Municipal. Em decorrência desse episódio, a legenda decidiu apresentar seu nome como candidata ao cargo de vereadora de Manaus. Anne Moura declarou ter sido vítima de violência política de gênero durante o processo de escolha interna do partido. De acordo com ela, dirigentes locais teriam inviabilizado sua pré-candidatura, mesmo após ter seguido todos os trâmites internos da sigla e pesquisas demonstrarem que seu nome era o melhor colocado.[21] Eron Bezerra (PCdoB) também disputava a vaga para ser o escolhido da Federação Brasil da Esperança, porém, juntamente com Anne Moura, seu nome foi desconsiderado da disputa.[22]

- Coronel Menezes (PL): O Coronel Menezes era um dos principais cotados para ser o candidato do Partido Liberal (PL) à Prefeitura de Manaus. No entanto, a legenda optou por lançar a candidatura do Capitão Alberto Neto (PL). Menezes foi expulso do partido após ter chamado Alberto de "Judas" em decorrência de um voto contrário do deputado federal à reforma trabalhista. Posteriormente, Menezes anunciou sua pré-candidatura ao cargo de vereador pelo Partido Progressistas (PP), mas decidiu concorrer como candidato a vice-prefeito ao lado de Roberto Cidade, do União Brasil (União).[23][24][25]

- Dr. Israel Tuyuka (PDT): Israel Tuyuka teve sua pré-candidatura aceita pelo seu partido. No entanto, devido a dificuldades financeiras, o médico decidiu desistir de sua pré-campanha para concorrer à Prefeitura de sua cidade natal, São Gabriel da Cachoeira. Meses depois, desistiu definitivamente após serem identificadas irregularidades em sua campanha. O Partido Democrático Trabalhista (PDT) decidiu, inicialmente, apoiar a pré-candidatura de Roberto Cidade, mas posteriormente optou por apoiar Marcelo Ramos.[26][27][28][29]

### Segundo turno
| Candidato a prefeito                                             | Candidato a prefeito                                             | Candidato a prefeito                                             | Candidato(a) a vice-prefeito(a)                                  | Nº                                                               | Coligação/Federação                                              | Tempo de horário eleitoral |
| ---------------------------------------------------------------- | ---------------------------------------------------------------- | ---------------------------------------------------------------- | ---------------------------------------------------------------- | ---------------------------------------------------------------- | ---------------------------------------------------------------- | -------------------------- |
|                                                                  |                                                                  | Capitão Alberto Neto PL                                          | Professora Maria do Carmo Novo                                   | 22                                                               | Ordem e Progresso PL e Novo.                                     | 5:00                       |
|                                                                  |                                                                  | David Almeida Avante                                             | Renato Júnior Avante                                             | 70                                                               | Avante, Manaus Avante, Agir, MDB, PSD e DC.                      | 5:00                       |
| Apresentação em ordem alfabética de acordo com o nome eleitoral. | Apresentação em ordem alfabética de acordo com o nome eleitoral. | Apresentação em ordem alfabética de acordo com o nome eleitoral. | Apresentação em ordem alfabética de acordo com o nome eleitoral. | Apresentação em ordem alfabética de acordo com o nome eleitoral. | Apresentação em ordem alfabética de acordo com o nome eleitoral. | Sobras: 0:00               |

## Plano de Mídia
A audiência pública referente ao plano de mídia para as eleições municipais ocorreu no dia 23 de agosto de 2024, na sede do Tribunal Regional Eleitoral do Amazonas (TRE–AM), em Manaus. Durante a reunião, foram definidos não apenas a ordem de exibição dos conteúdos eleitorais, mas também diversos detalhes técnicos. A geração do sinal de televisão ficará sob a responsabilidade da Rede Amazônica, enquanto a transmissão via rádio será conduzida pela CBN Amazônia, com a Rede Encontro das Águas atuando como backup para ambas as mídias.
Vale destacar que, em virtude da cláusula de barreira aprovada em 2017, os candidatos dos partidos Agir, PMB, Mobiliza, Novo, PRTB, DC e PSTU foram excluídos do direito à propaganda eleitoral, uma vez que seus partidos não possuem o número mínimo de representantes na Câmara dos Deputados para garantir esse acesso.

## Pesquisas eleitorais

### Prefeito

#### Primeiro turno
| Período     | Instituto                                   | Amostragem | David (Avante) | Amom (Cidadania)   | Cidade (União) | Alberto (PL) | Marcelo (PT) | Wilker (Mobiliza) | Gilberto (PSTU) | B/N  | NS/NR | Vantagem |      |      |      |      |      |       |
| ----------- | ------------------------------------------- | ---------- | -------------- | ------------------ | -------------- | ------------ | ------------ | ----------------- | --------------- | ---- | ----- | -------- | ---- | ---- | ---- | ---- | ---- | ----- |
| Período     | Instituto                                   | Amostragem | 12-16/08       | Ipen AM-08753/2024 | 1 000          | 32,9%        | 22,2%        | 12,1%             | 10%             | B/N  | NS/NR | Vantagem | 5,2% | 1,9% | 0,5% | 7,5% | 7,7% | 10,7% |
| 13-14/08    | Perspectiva Mercado e Opinião AM-02331/2024 | 923        | 34,9%          | 23,1%              | 13,5%          | 10%          | 6,3%         | 1,4%              | 0,7%            | 3,6% | 6,5%  | 11,8%    |      |      |      |      |      |       |
| 14-19/08    | EAS Consultoria Estatística AM-04413/2024   | 1 000      | 31,1%          | 23,5%              | 13,1%          | 12,9%        | 4,3%         | 1,4%              | 0,6%            | 7,5% | 5,6%  | 7,6%     |      |      |      |      |      |       |
| 21-27/08    | Futura Inteligência AM-03408/2024           | 1 000      | 25,3%          | 17,9%              | 20%            | 14,4%        | 6,7%         | 1,7%              | 0,1%            | 4,3% | 9,5%  | 5,3%     |      |      |      |      |      |       |
| 23-25/08    | Quaest AM-09882/2024                        | 900        | 37%            | 17%                | 15%            | 12%          | 7%           | 3%                | 0%              | 5%   | 4%    | 20%      |      |      |      |      |      |       |
| 26-28/08    | Perspectiva Mercado e Opinião AM-06260/2024 | 920        | 35,1%          | 20%                | 14,1%          | 11,6%        | 3,8%         | 1,6%              | 0,7%            | 4,1% | 9%    | 15,1%    |      |      |      |      |      |       |
| 09-10/09    | Perspectiva Mercado e Opinião AM-07169/2024 | 920        | 33,5%          | 15%                | 22,7%          | 11,1%        | 6,6%         | 0,3%              | 0%              | 4,8% | 5,9%  | 10,8%    |      |      |      |      |      |       |
| 09-12/09    | Pontual Pesquisas AM-09061/2024             | 1 066      | 32,1%          | 15,8%              | 21,1%          | 11,3%        | 5%           | 0,2%              | 0,2%            | 6,8% | 7,5%  | 11%      |      |      |      |      |      |       |
| 10-14/09    | Direto ao Ponto AM-01274/2024               | 1 000      | 31,3%          | 14,5%              | 21,7%          | 13,9%        | 4,5%         | 1,9%              | 0,8%            | 6,2% | 5,2%  | 9,6%     |      |      |      |      |      |       |
| 12-14/09    | Instituto Eficaz AM-05963/2024              | 801        | 33,1%          | 17,1%              | 18,2%          | 13%          | 3,9%         | 0,6%              | 0,1%            | 6,1% | 7,9%  | 14,9%    |      |      |      |      |      |       |
| 13-15/09    | Quaest AM-02587/2024                        | 900        | 38%            | 15%                | 19%            | 13%          | 6%           | 1%                | 0%              | 3%   | 5%    | 19%      |      |      |      |      |      |       |
| 26-29/09    | Instituto Eficaz AM-04171/2024              | 800        | 36,4%          | 14,6%              | 15,4%          | 15%          | 3,8%         | 0,3%              | 0,1%            | 8,8% | 5,8%  | 21%      |      |      |      |      |      |       |
| 02-03/10    | Futura Inteligência AM-03252/2024           | 1 000      | 28,8%          | 12%                | 26,5%          | 18,5%        | 5,8%         | 1,8%              | 0%              | 1,8% | 4,8%  | 2,3%     |      |      |      |      |      |       |
| 28/09-02/10 | Pontual Pesquisas AM-06141/2024             | 1 066      | 35,4%          | 14,8%              | 20,5%          | 13%          | 4,5%         | 0,8%              | 0,1%            | 5,6% | 5,3%  | 14,9%    |      |      |      |      |      |       |
| 28/09       | Perspectiva Mercado e Opinião AM-02031/2024 | 920        | 38%            | 14%                | 20,9%          | 15,8%        | 3,2%         | 0,6%              | 0,2%            | 3,6% | 3,7%  | 17,1%    |      |      |      |      |      |       |
| 01-03/09    | Direto ao Ponto AM-09596/2024               | 1 000      | 35,4%          | 16,7%              | 23,3%          | 17,7%        | 5,6%         | 1%                | 0,3%            | 3%   | 3,3%  | 12,1%    |      |      |      |      |      |       |
| 02-03/09    | Real Time Big Data AM-04118/2024            | 1 000      | 31%            | 16%                | 23%            | 16%          | 6%           | 0%                | 0%              | 5%   | 3%    | 8%       |      |      |      |      |      |       |
| 29/09-03/09 | Ipen AM-01506/2024                          | 1 000      | 35%            | 16%                | 20%            | 11,9%        | 5,6%         | 1,1%              | 0,8%            | 5,8% | 3,8%  | 15%      |      |      |      |      |      |       |
| 04-05/10    | Quaest AM-00470/2024                        | 1 002      | 33%            | 15%                | 18%            | 19%          | 6%           | 0%                | 0%              | 7%   | 2%    | 15%      |      |      |      |      |      |       |
| 29/09-04/10 | AtlasIntel AM-07601/2024                    | 1 615      | 31,4%          | 19,8%              | 15,4%          | 20,5%        | 8,7%         | 1%                | 0,6%            | 2,4% | 0,2%  | 16%      |      |      |      |      |      |       |

#### Segundo turno
| Período  | Instituto                                   | Amostragem | Alberto (PL) | David (Avante)                | B/N   | NS/NR  | Vantagem |     |        |        |       |        |       |
| -------- | ------------------------------------------- | ---------- | ------------ | ----------------------------- | ----- | ------ | -------- | --- | ------ | ------ | ----- | ------ | ----- |
| Período  | Instituto                                   | Amostragem | 07-12/10     | Marca Pesquisas AM-02980/2024 | B/N   | NS/NR  | Vantagem | 804 | 41,67% | 38,93% | 7,84% | 11,57% | 2,74% |
| 08-13/10 | AtlasIntel AM-04362/2024                    | 1 201      | 49,5%        | 48%                           | 1,8%  | 0,7%   | 1,5%     |     |        |        |       |        |       |
| 09-14/10 | Futura Inteligência AM-06147/2024           | 1 000      | 46%          | 44,2%                         | 4,3%  | 5,4%   | 1,8%     |     |        |        |       |        |       |
| 09-12/10 | Iveritas AM-00999/2024                      | 1 300      | 47,04%       | 44%                           | 6,45% | 2,51%  | 3,04%    |     |        |        |       |        |       |
| 10-12/10 | Eficaz AM-00194/2024                        | 800        | 43,6%        | 45,4%                         | 4,3%  | 6,8%   | 1,8%     |     |        |        |       |        |       |
| 12-14/10 | Real Time Big Data AM-07988/2024            | 1 000      | 43%          | 42%                           | 6%    | 9%     | 1%       |     |        |        |       |        |       |
| 12-13/10 | Projeta AM-07811/2024                       | 1 080      | 37,80%       | 48,32%                        | 6,74% | 7,14%  | 10,52%   |     |        |        |       |        |       |
| 14-19/10 | Marca Pesquisas AM-09592/2024               | 784        | 41,44%       | 39,48%                        | 7,99% | 11,09% | 1,96%    |     |        |        |       |        |       |
| 15-20/10 | AtlasIntel AM-00587/2024                    | 1 217      | 48,7%        | 50,2%                         | 0,9%  | 0,2%   | 1,5%     |     |        |        |       |        |       |
| 16-18/10 | Quaest AM-05240/2024                        | 900        | 41%          | 43%                           | 12%   | 4%     | 2%       |     |        |        |       |        |       |
| 16-18/10 | Eficaz AM-03004/2024                        | 802        | 41%          | 47,3%                         | 5,7%  | 6%     | 6,3%     |     |        |        |       |        |       |
| 16-18/10 | Iveritas AM-05843/2024                      | 1 370      | 47,51%       | 42,68%                        | 6,43% | 3,38%  | 4,83%    |     |        |        |       |        |       |
| 17-20/10 | Direto ao Ponto AM-05399/2024               | 900        | 46,5%        | 45,8%                         | 4,8%  | 2,9%   | 0,7%     |     |        |        |       |        |       |
| 17-18/10 | Perspectiva Mercado e Opinião AM-01945/2024 | 961        | 43,1%        | 46,5%                         | 4,1%  | 6,3%   | 3,4%     |     |        |        |       |        |       |
| 17-22/10 | Veritá AM-06820/2024                        | 2 010      | 47,8%        | 47,5%                         | 3,4%  | 1,4%   | 0,3%     |     |        |        |       |        |       |
| 17-21/10 | Action Pesquisas AM-02877/2024              | 1 250      | 44,1%        | 43,2%                         | 9,7%  | 3%     | 0,9%     |     |        |        |       |        |       |
| 18-21/10 | Paraná Pesquisas AM-07288/2024              | 800        | 45,5%        | 46%                           | 4,6%  | 3,9%   | 0,5%     |     |        |        |       |        |       |
| 19-23/10 | Ipen AM-08978/2024                          | 1 000      | 41,5%        | 43,6%                         | 5,1%  | 9,8%   | 2,1%     |     |        |        |       |        |       |
| 20-25/10 | AtlasIntel AM-04462/2024                    | 1 192      | 49,7%        | 49,5%                         | 0,7%  | 0,1%   | 0,2%     |     |        |        |       |        |       |
| 21-24/10 | EAS Consultoria Estatística AM-05126/2024   | 1 000      | 46,9%        | 45,7%                         | 2,4%  | 5%     | 1,2%     |     |        |        |       |        |       |
| 22-23/10 | Eficaz AM-02637/2024                        | 801        | 40,6%        | 46,8%                         | 6,6%  | 6%     | 6,2%     |     |        |        |       |        |       |
| 23-24/10 | Real Time Big Data AM-09064/2024            | 1 000      | 44%          | 44%                           | 6%    | 6%     | Empate   |     |        |        |       |        |       |
| 24-25/10 | Inope Excelência AM-04683/2024              | 1 079      | 44,77%       | 46,87%                        | 5%    | 3,35%  | 2,1%     |     |        |        |       |        |       |
| 25-26/10 | Quaest AM-03077/2024                        | 1 002      | 42%          | 43%                           | 12%   | 3%     | 1%       |     |        |        |       |        |       |
| 25/10    | Futura Inteligência AM-02950/2024           | 1 000      | 43,1%        | 50,2%                         | 2,7%  | 4%     | 7,1%     |     |        |        |       |        |       |

## Debates

### Para prefeito

#### Primeiro Turno
O candidato David Almeida (Avante) ausentou-se do debate promovido pela Band Amazonas no dia 8 de agosto. Em comunicado enviado à emissora, a coligação "Avante, Manaus" justificou a ausência, argumentando que a participação no debate não contribuiria para a qualidade do processo democrático. A coligação afirmou que os adversários de David Almeida não têm utilizado adequadamente o espaço público e democrático para discutir os verdadeiros problemas da capital amazonense. Ao contrário, segundo a coligação, o que se tem observado é uma sucessão de mentiras, ataques e disseminação de fake news direcionados ao prefeito e à sua gestão. Com isso, David Almeida ausentou-se de todos os debates para os quais foi convidado no primeiro turno, incluindo o promovido pela TV Norte Amazonas, Diário da Capital, TV A Crítica, Rede Amazônica e Band Amazonas, optando por cumprir outros compromissos de campanha.
Roberto Cidade e Amom Mandel também estiveram no centro de controvérsias durante os debates eleitorais. No debate realizado pela Band, Roberto Cidade (União) fez uma declaração considerada capacitista ao afirmar que seu filho "infelizmente" é autista. A fala foi prontamente contestada pelo candidato Amom Mandel (Cidadania), que foi diagnosticado com Transtorno do Espectro Autista (TEA) na adolescência. Além disso, observou-se que o deputado federal utilizava fones de ouvido durante o debate, o que gerou especulações entre internautas sobre possível assistência externa. Mandel justificou o uso dos fones, explicando que sua sensibilidade auditiva é decorrente do diagnóstico de TEA. Contudo, a explicação não foi bem recebida por parte do público, visto que ele não foi observado utilizando fones de ouvido em outras ocasiões, como na Câmara Municipal de Manaus (CMM), na Câmara Federal ou em eventos partidários, como a convenção realizada em 30 de julho.
Dentre as organizadoras de debates para prefeito, apenas a TV Norte Amazonas, Band Amazonas e o portal Diário da Capital convidaram todos os concorrentes. TV A Crítica e Rede Amazônica chamaram apenas os 5 candidatos com a representação mínima na Câmara dos Deputados exigida pela legislação. A Record News Manaus havia agendado o debate com os candidatos à prefeitura para o dia 24 de setembro de 2024. No entanto, pelo segundo pleito consecutivo, a emissora optou por cancelar o debate.[carece de fontes?]
| Data                   | Organizadores                                              | Mediador                | Amom (Cidadania)        | Alberto (PL)            | David (Avante)          | Gilberto (PSTU)         | Marcelo (PT)            | Cidade (União)          | Wilker (Mobiliza)       |
| ---------------------- | ---------------------------------------------------------- | ----------------------- | ----------------------- | ----------------------- | ----------------------- | ----------------------- | ----------------------- | ----------------------- | ----------------------- |
| 8 de agosto de 2024    | TV Bandeirantes Amazonas, Band Play e BandNews FM Difusora | Neto Cavalcante         | Presente                | Presente                | Ausente                 | Não convidado           | Presente                | Presente                | Não convidado           |
| 26 de agosto de 2024   | TV Norte Amazonas e Portal Norte                           | Samira Benoliel         | Presente                | Presente                | Ausente                 | Presente                | Presente                | Presente                | Presente                |
| 15 de setembro de 2024 | Diário da Capital e Mix FM Manaus                          | Cynthia Blink           | Presente                | Presente                | Ausente                 | Presente                | Presente                | Ausente                 | Presente                |
| 24 de setembro de 2024 | TV Diário/Record News Manaus e D24AM                       | Cancelado pela emissora | Cancelado pela emissora | Cancelado pela emissora | Cancelado pela emissora | Cancelado pela emissora | Cancelado pela emissora | Cancelado pela emissora | Cancelado pela emissora |
| 1° de outubro de 2024  | TV A Crítica                                               | Chico Pinheiro          | Presente                | Presente                | Ausente                 | Não convidado           | Presente                | Ausente                 | Não convidado           |
| 3 de outubro de 2024   | Rede Amazônica Manaus                                      | César Menezes           | Presente                | Presente                | Ausente                 | Não convidado           | Presente                | Ausente                 | Não convidado           |

#### Segundo Turno
| Data                  | Organizadores                                              | Mediador        | Alberto (PL) | David (Avante) |
| --------------------- | ---------------------------------------------------------- | --------------- | ------------ | -------------- |
| 9 de outubro de 2024  | TV Norte Amazonas e Portal Norte                           | Samira Benoliel | Presente     | Presente       |
| 14 de outubro de 2024 | TV Bandeirantes Amazonas, Band Play e BandNews FM Difusora | Neto Cavalcante | Presente     | Presente       |
| 23 de outubro de 2024 | TV A Crítica                                               | Chico Pinheiro  | Presente     | Presente       |
| 24 de outubro de 2024 | Rede Amazônica Manaus                                      | César Menezes   | Presente     | Presente       |

### Para vice-prefeito
No único debate destinado aos candidatos a vice-prefeito, todos foram formalmente convidados; no entanto, muitos não compareceram. Nancy Segadilha (Cidadania) não participou devido a problemas de saúde. O Coronel Menezes (PP) justificou sua ausência afirmando que já tinha compromissos de campanha previamente agendados. Renato Júnior (Avante) declarou que apenas o candidato majoritário, David Almeida (Avante), participaria dos debates.
| Data                 | Organizadores        | Mediador      | Damiana (Gilberto) | Do Carmo (Alberto) | Luiz Castro (Marcelo) | Nancy (Amom) | Menezes (Cidade) | Renata (Wilker) | Renato (David) |
| -------------------- | -------------------- | ------------- | ------------------ | ------------------ | --------------------- | ------------ | ---------------- | --------------- | -------------- |
| 19 de agosto de 2024 | BandNews FM Difusora | Rafael Campos | Presente           | Presente           | Presente              | Ausente      | Ausente          | Presente        | Ausente        |

## Resultados

### Prefeito
| Candidato                | Candidato                   | Vice                        | Primeiro turno 6 de outubro de 2024 | Primeiro turno 6 de outubro de 2024 | Segundo turno 27 de outubro de 2024 | Segundo turno 27 de outubro de 2024 |
| Candidato                | Candidato                   | Vice                        | Total                               | Percentagem                         | Total                               | Percentagem                         |
| ------------------------ | --------------------------- | --------------------------- | ----------------------------------- | ----------------------------------- | ----------------------------------- | ----------------------------------- |
|                          | David Almeida (Avante)      | Renato Júnior (Avante)      | 354.596                             | 32,16%                              | 576.171                             | 54,59%                              |
|                          | Cap. Alberto Neto (PL)      | Prof. Maria do Carmo (Novo) | 275.063                             | 24,94%                              | 479.297                             | 45,41%                              |
|                          | Amom Mandel (Cidadania)     | Nancy Segadilha (Cidadania) | 210.643                             | 19,10%                              | Não participaram                    | Não participaram                    |
|                          | Roberto Cidade (União)      | Coronel Menezes (PP)        | 187.566                             | 17,01%                              | Não participaram                    | Não participaram                    |
|                          | Marcelo Ramos (PT)          | Luiz Castro (PDT)           | 66.528                              | 6,03%                               | Não participaram                    | Não participaram                    |
|                          | Wilker Barreto (Mobiliza)   | Prof. Renata (Mobiliza)     | 7.273                               | 0,66%                               | Não participaram                    | Não participaram                    |
|                          | Gilberto Vasconcelos (PSTU) | Damiana Amorim (PSTU)       | 1.064                               | 0,10%                               | Não participaram                    | Não participaram                    |
| → Total de votos válidos | → Total de votos válidos    | → Total de votos válidos    | 1.102.733                           | 94,58%                              | 1.055.468                           | 95,27%                              |
| → Votos em branco        | → Votos em branco           | → Votos em branco           | 28.187                              | 2,42%                               | 22.161                              | 2,00%                               |
| → Votos nulos            | → Votos nulos               | → Votos nulos               | 35.066                              | 3,01%                               | 30.241                              | 2,73%                               |
| Total                    | Total                       | Total                       | 1.165.986                           | 80,63%                              | 1.107.870                           | 76,61%                              |
| Abstenções               | Abstenções                  | Abstenções                  | 280.136                             | 19,37%                              | 338.252                             | 23,39%                              |
| Eleitorado apto          | Eleitorado apto             | Eleitorado apto             | 1.446.122                           | 1.446.122                           | 1.446.122                           | 1.446.122                           |

Gráfico em barra
| Partido | Partido   | Candidato | Votos     | Votos (%) |
| ------- | --------- | --------- | --------- | --------- |
|         | Avante    | David     | 354 596   | 32,16%    |
|         | PL        | Alberto   | 275 063   | 24,94%    |
|         | Cidadania | Amom      | 210 643   | 19,1%     |
|         | União     | Roberto   | 187 566   | 17,01%    |
|         | PT        | Marcelo   | 66 528    | 6,03%     |
|         | Mobiliza  | Wilker    | 7 273     | 0,66%     |
|         | PSTU      | Gilberto  | 1 064     | 0,1%      |
| Totais  | Totais    | Totais    | 1 102 733 |           |
| Fonte:  |           |           |           |           |

| Partido | Partido | Candidato | Votos     | Votos (%) |
| ------- | ------- | --------- | --------- | --------- |
|         | Avante  | David     | 576 171   | 54,59%    |
|         | PL      | Alberto   | 479 297   | 45,41%    |
| Totais  | Totais  | Totais    | 1 055 468 |           |
| Fonte:  |         |           |           |           |

### Vereadores eleitos
Um total de 833 candidatos disputaram as 41 vagas de vereador na Câmara Municipal de Manaus (CMM), configurando o menor número de candidaturas dos últimos 20 anos, com uma redução de aproximadamente 40% em relação ao pleito de 2020, considerado a maior disputa com 1.370 concorrentes. Os vereadores eleitos para atuar no Legislativo Municipal em 2025 estão listados abaixo:
| Candidato(a) | Candidato(a)             | Partido        | Votos  | Cidade de origem | Unidade federativa  |
| ------------ | ------------------------ | -------------- | ------ | ---------------- | ------------------- |
|              | Sargento Salazar         | PL             | 22.594 | Manaus           | Amazonas            |
|              | Zé Ricardo               | PT (FE Brasil) | 17.395 | Montenegro       | Rio Grande do Sul   |
|              | Thaysa Lippy             | PRD            | 16.116 | Manaus           | Amazonas            |
|              | Marco Castilho           | União          | 14.621 | Manaus           | Amazonas            |
|              | Kennedy Marques Protetor | MDB            | 14.548 | Manaus           | Amazonas            |
|              | Eduardo Alfaia           | Avante         | 13.281 | Manaus           | Amazonas            |
|              | Everton Assis            | União          | 12.429 | Manaus           | Amazonas            |
|              | Rodrigo Guedes           | PP             | 12.298 | Manaus           | Amazonas            |
|              | David Reis               | Avante         | 11.285 | Manaus           | Amazonas            |
|              | Diego Afonso             | União          | 10.753 | Manaus           | Amazonas            |
|              | Joelson Silva            | Avante         | 10.237 | Manaus           | Amazonas            |
|              | Aldenor Lima             | União          | 9.744  | Manaus           | Amazonas            |
|              | Saimon Bessa             | União          | 9.625  | Manaus           | Amazonas            |
|              | Capitão Carpê            | PL             | 9.583  | Eirunepé         | Amazonas            |
|              | João Carlos              | Republicanos   | 9.499  | Rio de Janeiro   | Rio de Janeiro      |
|              | Allan Campêlo            | PODE           | 9.454  | Manaus           | Amazonas            |
|              | Dr. Eduardo Assis        | Avante         | 9.197  | Manaus           | Amazonas            |
|              | Gilmar Nascimento        | Avante         | 8.847  | Manaus           | Amazonas            |
|              | Dione Carvalho           | Agir           | 8.823  | Manaus           | Amazonas            |
|              | Elan Alencar             | DC             | 8.611  | Manaus           | Amazonas            |
|              | Ivo Neto                 | PMB            | 8.437  | Manaus           | Amazonas            |
|              | Jaildo Oliveira          | PV (FE Brasil) | 8.411  | Mossoró          | Rio Grande do Norte |
|              | Rosivaldo Cordovil       | PSDB           | 8.146  | Belém            | Pará                |
|              | Eurico Tavares           | PSD            | 8.118  | Porto Velho      | Rondônia            |
|              | Professora Jacqueline    | União          | 8.081  | Russas           | Ceará               |
|              | Yomara Lins              | PODE           | 8.006  | Manaus           | Amazonas            |
|              | Rosinaldo Bual           | Agir           | 7.892  | Manacapuru       | Amazonas            |
|              | Jander Lobato            | PSD            | 7.755  | Parintins        | Amazonas            |
|              | Roberto Sabino           | Republicanos   | 7.579  | Manaus           | Amazonas            |
|              | João Paulo Janjão        | Agir           | 7.555  | Manaus           | Amazonas            |
|              | Professor Samuel         | PSD            | 7.232  | Manaus           | Amazonas            |
|              | Coronel Rosses           | PL             | 7.169  | Manaus           | Amazonas            |
|              | Raiff Matos              | PL             | 7.169  | João Pessoa      | Paraíba             |
|              | Raulzinho                | MDB            | 7.001  | Manaus           | Amazonas            |
|              | Rodinei Ramos            | Avante         | 6.713  | Prainha          | Pará                |
|              | Marcelo Serafim          | PSB            | 6.646  | Manaus           | Amazonas            |
|              | Mitoso                   | MDB            | 6.199  | Manaus           | Amazonas            |
|              | Rodrigo Sá               | PP             | 5.781  | Manaus           | Amazonas            |
|              | Pai Amado                | Avante         | 5.627  | Manaus           | Amazonas            |
|              | Paulo Tyrone             | PMB            | 4.670  | Manaus           | Amazonas            |
|              | Sérgio Baré              | PRD            | 3.466  | Boa Vista        | Roraima             |

#### Resultados por partido
|                        |                                                       |                 |                 |           |           |
| Nº                     | Partido                                               | Votos populares | Votos populares | Vagas     | ±         |
| Nº                     | Partido                                               | Votos           | %               | Vagas     | ±         |
| 70                     | Avante                                                | 145.730         | 13,29%          | 7         | 2         |
| 44                     | União Brasil (União)                                  | 127.664         | 11,64%          | 6         | 2         |
| 22                     | Partido Liberal (PL)                                  | 90.234          | 8,23%           | 4         | 1         |
| 55                     | Partido Social Democrático (PSD)                      | 78.094          | 7,12%           | 3         | Estável   |
| 36                     | Agir                                                  | 66.942          | 6,1%            | 3         | Estável   |
| 25                     | Partido Renovação Democrática (PRD)                   | 63.799          | 5,82%           | 2         | 1         |
| 15                     | Movimento Democrático Brasileiro (MDB)                | 63.070          | 5,75%           | 3         | 1         |
| 35                     | Partido da Mulher Brasileira (PMB)                    | 59.129          | 5,39%           | 2         | 1         |
| 11                     | Partido Progressista (PP)                             | 55.346          | 5,05%           | 2         | Estável   |
| 20                     | Podemos (PODE)                                        | 52.202          | 4,76%           | 2         | Estável   |
| 27                     | Democracia Cristã (DC)                                | 45.856          | 4,18%           | 1         | 1         |
| 10                     | Republicanos                                          | 45.027          | 4,11%           | 2         | 2         |
| 40                     | Partido Socialista Brasileiro (PSB)                   | 41.293          | 3,76%           | 1         | 2         |
| 13                     | Partido dos Trabalhadores (PT)                        | 40.144          | 3,66%           | 1         | Estável   |
| 23                     | Cidadania                                             | 20.427          | 1,86%           | 0         | 1         |
| 45                     | Partido da Social Democracia Brasileira (PSDB)        | 18.364          | 1,67%           | 1         | Estável   |
| 33                     | Mobilização Nacional (Mobiliza)                       | 17.444          | 1,59%           | 0         | —         |
| 12                     | Partido Democrático Trabalhista (PDT)                 | 16.230          | 1,48%           | 0         | —         |
| 43                     | Partido Verde (PV)                                    | 13.610          | 1,24%           | 1         | Estável   |
| 18                     | Rede Sustentabilidade (REDE)                          | 12.235          | 1,12%           | 0         | —         |
| 30                     | Partido Novo (NOVO)                                   | 6.833           | 0,62%           | 0         | —         |
| 65                     | Partido Comunista do Brasil (PCdoB)                   | 5.712           | 0,52%           | 0         | —         |
| 28                     | Partido Renovador Trabalhista Brasileiro (PRTB)       | 4.787           | 0,44%           | 0         | —         |
| 50                     | Partido Socialismo e Liberdade (PSOL)                 | 2.670           | 0,24%           | 0         | —         |
| 77                     | Solidariedade                                         | 2.264           | 0,21%           | 0         | —         |
| 16                     | Partido Socialista dos Trabalhadores Unificado (PSTU) | 280             | 0,03%           | 0         | —         |
| Total de votos válidos | Total de votos válidos                                | 1.096.792       | 94,07%          | 41        | 41        |
| → Votos em branco      | → Votos em branco                                     | 39.679          | 3,40%           | 41        | 41        |
| → Votos nulos          | → Votos nulos                                         | 29.515          | 2,53%           | 41        | 41        |
| Total de votos         | Total de votos                                        | 1.165.986       | 80,63%          | 41        | 41        |
| Abstenções             | Abstenções                                            | 280.136         | 19,37%          | 41        | 41        |
| Eleitorado apto        | Eleitorado apto                                       | 1.446.122       | 1.446.122       | 1.446.122 | 1.446.122 |
| Fonte:                 |                                                       |                 |                 |           |           |